# Protopulvinaria fukayai
Protopulvinaria fukayai är en insektsart som först beskrevs av Kuwana 1909.  Protopulvinaria fukayai ingår i släktet Protopulvinaria och familjen skålsköldlöss. Inga underarter finns listade i Catalogue of Life.